# Transizione di fase quantistica
In fisica e in chimica una transizione di fase quantistica è una transizione di fase fra stati quantici della materia a temperatura zero.

## Definizione
Si può parlare di transizione di fase quantistica solo a temperatura nulla ({\displaystyle T=0}). Poiché, però, tutti gli esperimenti si eseguono ad una temperatura non-nulla, per quanto piccola, obiettivo centrale di una qualsiasi teoria sulle transizioni di fase quantistiche è poter dire cosa succede alle discontinuità a {\displaystyle T>0}. Per fare ciò, generalmente, si utilizza un parametro differente dalla temperatura, come ad esempio la variazione di energia (giunzione Josephson), il campo magnetico (sistema di Hall quantistico), il drogaggio dei superconduttori, il disordine di un conduttore in vicinanza della transizione.
Come si vedrà in seguito, al variare di una determinata grandezza (ad esempio, la costante di accoppiamento g) cambierà la simmetria del sistema ed il parametro d'ordine, ovvero quel parametro che indica lo stato di ordine o disordine del sistema, assumerà un valore nullo o non-nullo a seconda che la grandezza g sia maggiore o minore di un dato valore critico.
In generale, un sistema fisico può essere modellizzato attraverso una hamiltoniana al cui interno sono descritte tutte le proprietà di simmetria del sistema. Si prenda, ad esempio, una {\displaystyle H(g)} funzione di una costante di accoppiamento {\displaystyle g} e così scomponibile:
{\displaystyle H(g)=H_{0}+gH_{1}}
dove {\displaystyle H_{0}} ed {\displaystyle H_{1}} commutano tra loro. Ciò vuol dire che {\displaystyle H_{0}} ed {\displaystyle H_{1}} possono essere diagonalizzate simultaneamente e che le loro autofunzioni sono indipendenti dal valore di {\displaystyle g}, pur se così non avviene per gli autovalori. Esisterà poi un valore critico {\displaystyle g_{C}} per cui il sistema subirà un cambiamento qualitativo, aumentando la possibilità che i livelli si incrocino tra loro e soprattutto che il reticolo che descrive il sistema si comporti come se fosse composto da un numero di siti (ovvero i posti dove si vanno a posizionare le particelle) infinito.
Detta {\displaystyle \Delta } la scala di energia cui avviene il cambiamento qualitativo nel sistema, essa, all'avvicinarsi al punto critico, si comporterà nel modo seguente:
{\displaystyle \Delta \sim J\left|g-g_{C}\right|^{z\nu }}
dove {\displaystyle J} è la scala di energia dell'accoppiamento microscopico caratteristico del sistema, e {\displaystyle z\nu } è l'esponente critico, il cui valore è solitamente detto universale, ovvero indipendente dai dettagli microscopici dell'hamiltoniana.
Del sistema, comunque, possono essere definite anche altre grandezze, come il passo del reticolo {\displaystyle a}, che misura la distanza tra un sito ed un altro, e la lunghezza di correlazione {\displaystyle \xi }, che misura quanto sono legati i siti uno all'altro. In particolare quest'ultima distanza, all'avvicinarsi al punto critico, ha un comportamento del tipo:
{\displaystyle \xi ^{-1}\sim \Lambda \left|g-g_{C}\right|^{\nu }}
dove {\displaystyle \nu } è l'esponente critico e {\displaystyle \Lambda } l'inverso di una lunghezza (un taglio cinematico) dell'ordine dell'inverso del passo reticolare.
Da un confronto tra queste ultime due equazioni, si ottiene:
{\displaystyle \Delta \sim \xi ^{-z}}

## Il modello di Ising
Nella più semplice delle versioni, il modello di Ising può essere semplicemente descritto dalla seguente hamiltoniana su reticolo:
{\displaystyle H_{I}=-Jg\sum _{i}{\hat {\sigma }}_{i}^{x}-J\sum _{<ij>}{\hat {\sigma }}_{i}^{z}{\hat {\sigma }}_{j}^{z}}
dove :{\displaystyle {\hat {\sigma }}_{i}^{z,x}} sono le matrici di Pauli, operatori che rappresentano i gradi di libertà su ogni singolo sito {\displaystyle i} del reticolo ipercubico di dimensione {\displaystyle d} preso in esame; gli autovalori sono gli spin {\displaystyle \sigma _{i}^{z,x}}; la somma su {\displaystyle \langle {i,j}\rangle } si intende da fare sui siti primi vicini; {\displaystyle J>0} è una costante che si riferisce all'interazione magnetica tra gli spin, che preferiscono un allineamento globale ferromagnetico; {\displaystyle gJ} è il campo magnetico trasverso che rompe l'ordine magnetico del reticolo.
Con questo modello si può osservare l'esistenza del valore critico {\displaystyle g_{C}}. Quando, infatti, si ha a che fare con un {\displaystyle g\gg 1}, quando gli autostati dell'hamiltoniana sono una combinazione lineare degli stati su (spin verso l'alto) e giù (spin verso il basso), si osserva che la funzione di correlazione dello stato di vuoto risulta:
{\displaystyle \left\langle 0\left|{\hat {\sigma }}_{i}^{z}{\hat {\sigma }}_{j}^{z}\right|0\right\rangle \sim \operatorname {e} ^{-{\frac {\left|x_{i}-x_{j}\right|}{\xi }}}}
mentre per {\displaystyle g\ll 1}, quando gli unici autostati possibili sono solo su o giù, la stessa funzione di correlazione risulta essere pari a:
{\displaystyle \lim _{\left|x_{i}-x_{j}\right|\longrightarrow \infty }\left\langle 0\left|{\hat {\sigma }}_{i}^{z}{\hat {\sigma }}_{j}^{z}\right|0\right\rangle =N_{0}^{2}}
con {\displaystyle N_{0}\neq 0} che è la magnetizzazione spontanea, normalmente nulla, come visto con la precedente equazione.
Risulta evidente che esiste un valore critico che fa cambiare la costante d'accoppiamento {\displaystyle g}. In dipendenza di questo cambiamento, allora, vanno determinate le varie grandezze termodinamiche del sistema e gli esponenti critici ad esse legati, utilizzando ad esempio questa hamiltoniana all'interno della funzione di partizione:
{\displaystyle Z=\sum _{[\sigma ]}e^{-\beta H_{I}}}

## Teorie di campo
Un buon metodo per studiare le transizioni di fase quantistiche è utilizzare una teoria di campo e applicarla al sistema in esame. Per poter applicare una teoria di campo, però, è necessario che siano rispettate alcune condizioni, differenti a seconda dell'approccio che si utilizza nello studio del sistema, ma assolutamente equivalenti. Dal punto di vista della fisica delle particelle devono essere rispettati i limiti di {\displaystyle \Lambda \to +\infty } e {\displaystyle J\to +\infty } mentre {\displaystyle \Lambda }, {\displaystyle \xi }, {\displaystyle x}, {\displaystyle \omega } e {\displaystyle T} restano fissate (con {\displaystyle \omega } frequenza di scala). In termini dei parametri adimensionali, ciò vuol dire che {\displaystyle \Lambda \xi \to +\infty } e {\displaystyle {\frac {J}{\Lambda }}\to +\infty }, mentre {\displaystyle {\frac {\hbar \omega }{\Delta }},\;{\frac {x}{\xi }}} e {\displaystyle {\frac {k_{B}T}{\Delta }}} sono fissate, dove {\displaystyle \hbar } è la costante di Planck ridotta e {\displaystyle k_{B}} è la costante di Boltzmann. Tali limiti sono verificati all'avvicinarsi di {\displaystyle g} al suo valore critico.
Dal punto di vista della materia condensata, invece, si fissano {\displaystyle \Delta } e {\displaystyle J} e si studia la risposta del sistema a piccoli {\displaystyle \Delta }, grandi {\displaystyle \xi } e a grandi distanze e tempi e basse temperature.
I due approcci sono equivalenti nel limite in cui i rapporti adimensionali sono identici in ognuno di essi.
Le funzioni di risposta risultanti possono essere considerate come i correlatori di una teoria quantistica dei campi, associata ad una data hamiltoniana. In questa hamiltoniana si determina il parametro (d'ordine) che caratterizza il sistema e, in vece della grandezza fisica, si utilizza un vero e proprio campo, in modo tale da poter trattare la teoria come una teoria di campo.
In particolare la funzione di partizione sarà definita da un integrale di cammino di Feynman:
{\displaystyle Z=\int {\mathcal {D}}\phi _{\alpha }(x,\tau )\operatorname {e} ^{-S_{\phi }}}
con
{\displaystyle S_{\phi }=\int \operatorname {d} ^{d}x\int _{0}^{\hbar /k_{B}T}\operatorname {d} \tau \left\{{\frac {1}{2}}\left[\left(\partial _{\tau }\phi _{\alpha }\right)^{2}+c^{2}\left(\nabla _{x}\phi _{\alpha }\right)^{2}+r\phi _{\alpha }^{2}(x)\right]+{\frac {u}{4!}}\left(\phi _{\alpha }^{2}(x)\right)^{2}\right\}}
dove {\displaystyle \tau } è una temperatura immaginaria, {\displaystyle \phi } il campo, {\displaystyle c} una velocità, {\displaystyle r} ed {\displaystyle u} costanti di accoppiamento ed {\displaystyle S_{\phi }} è un'azione.
Questa teoria di campo presenta una transizione di fase da una fase con:
{\displaystyle \left\langle \phi _{\alpha }\right\rangle \neq 0}
ad una con:
{\displaystyle \left\langle \phi _{\alpha }\right\rangle =0}
con {\displaystyle r} che varia verso un valore critico {\displaystyle r_{C}} a {\displaystyle T=0}.

### Modello sigma non-lineare
Una particolare teoria di campo, o modello, usualmente noto come modello sigma non-lineare O(N) in d dimensioni presenta una funzione di partizione così definita:
{\displaystyle Z=\int {\mathcal {D}}\operatorname {n} (x,\tau )\delta \left(\operatorname {n} ^{2}(x,\tau )-1\right)\operatorname {e} ^{-S_{n}}}
con
{\displaystyle {\mathcal {S}}_{n}={\frac {N}{2cg}}\int \operatorname {d} ^{d}x\int _{0}^{\hbar /k_{B}T}\operatorname {d} \tau \left[\left(\partial _{\tau }\operatorname {n} \right)^{2}+c^{2}\left(\nabla _{x}\operatorname {n} \right)^{2}\right]}
dove il campo {\displaystyle n(x,\tau )} deve soddisfare condizioni di periodicità simili a quelle del campo {\displaystyle \phi _{\alpha }}.
L'azione è quadratica in {\displaystyle n} e quest'ultimo deve, infine, soddisfare la condizione:
{\displaystyle \operatorname {n} ^{2}(x,\tau )=1}.
Questa azione è associata ad una lagrangiana del tipo:
{\displaystyle {\mathcal {L}}=\left|\partial _{\nu }\operatorname {n} \right|^{2}+\mu |\operatorname {n} |^{2}-\lambda |\operatorname {n} |^{4}}
dove {\displaystyle \mu } e {\displaystyle \lambda } sono due parametri definiti positivi.